# Systematiskt namn
Systematiskt namn även kallat rationellt namn är ett namn som ges åt en kemisk förening. Ur namnet skall strukturformeln för föreningen kunna härledas utifrån bestämda regler. Hur dessa regler ser ut finner man i IUPAC-nomenklaturen som utarbetas av IUPAC (International Union of Pure and Applied Chemistry).

## Exempel
- Vatten som har den kemiska formeln H2O har det systematiska namnet diväteoxid.[3]
- Mjölksyra med den kemiska formeln CH3CH(OH)COOH har det systematiska namnet 2-hydroxipropansyra.[4][2]
- Kloroform, CHCl3 har det systematiska namnet triklormetan.[2]